# Ismaël Traoré
Ismaël Abdul Rahman Roch Traoré (Paris, 18 de agosto de 1986) é um futebolista francês naturalizado marfinense que atua como zagueiro. Atualmente, defende o Metz.[carece de fontes?]

## Carreira
Ismaël Traoré representou o elenco da Seleção Marfinense de Futebol no Campeonato Africano das Nações de 2013.